# Dufouria nova
Dufouria nova är en tvåvingeart som beskrevs av Louis-Paul Mesnil 1968. Dufouria nova ingår i släktet Dufouria och familjen parasitflugor. Inga underarter finns listade i Catalogue of Life.